# Carl Breiding & Sohn
Carl Breiding & Sohn war von 1836 bis 2005 ein Unternehmen in Soltau, das hauptsächlich Bettfedern sowie zwischenzeitlich auch Filz- und Lederschuhe produzierte und damit international erfolgreich war. Das Unternehmen hatte in seiner Hochzeit um die Jahrhundertwende weltweit etwa 1.600 Mitarbeiter. 2005 musste die Firma Insolvenz anmelden und wurde in der Folge verkauft und in mehrere neue Firmen zerteilt.

## Geschichte

### Gründung der Fabrik
Aus der alten Soltauer Familie Röders stammte auch der 1771 geborene Johan Diederich Röders, der um 1800 ein Kolonial- und Manufakturwarengeschäft in der Soltauer Marktstraße eröffnete. Zusätzlich gründete er 1808 eine Tabakfabrik. Nach dem Tod Diederich Röders’ 1816 heiratete dessen Witwe zwei Jahre später den aus Rinteln zugezogenen Kaufmann Carl August Victor Breiding (* 1784), der das Geschäft unter seinem Namen weiterführte. Breidings Stiefsohn August Röders (1811–1888) übernahm 1836 das Unternehmen und nannte es Carl Breiding & Sohn. Auf einer Messe in Leipzig lernte er den Bettfedernhandel kennen und wollte diesen in die eigene Firma übernehmen. Sein Vater stimmte dem Verkauf von fertigen Bettfedern zu. Nach einer zweiten Reise nach Leipzig brachte August Röders die Idee mit, Filzschuhe herzustellen. Ab 1847 startete er mit der Produktion in einem separaten Betriebszweig.
Nach einem Besuch der Budapester Federnmesse beschloss Röders, in Zukunft nicht mehr nur die fertigen Federn zu verkaufen, sondern auch schon die Rohware zu bearbeiten. Daraufhin erfolgte der Bau eines ersten kleinen Fabrikgebäudes, das 1849 eröffnete. Drei Jahre später brannte die Fabrik komplett nieder und wurde noch im gleichen Jahr größer und moderner neu errichtet. Der Göpel wurde nun nicht mehr mit einem Pferd, sondern mit der ersten Dampfmaschine Soltaus angetrieben.

### Weltweite Expansion

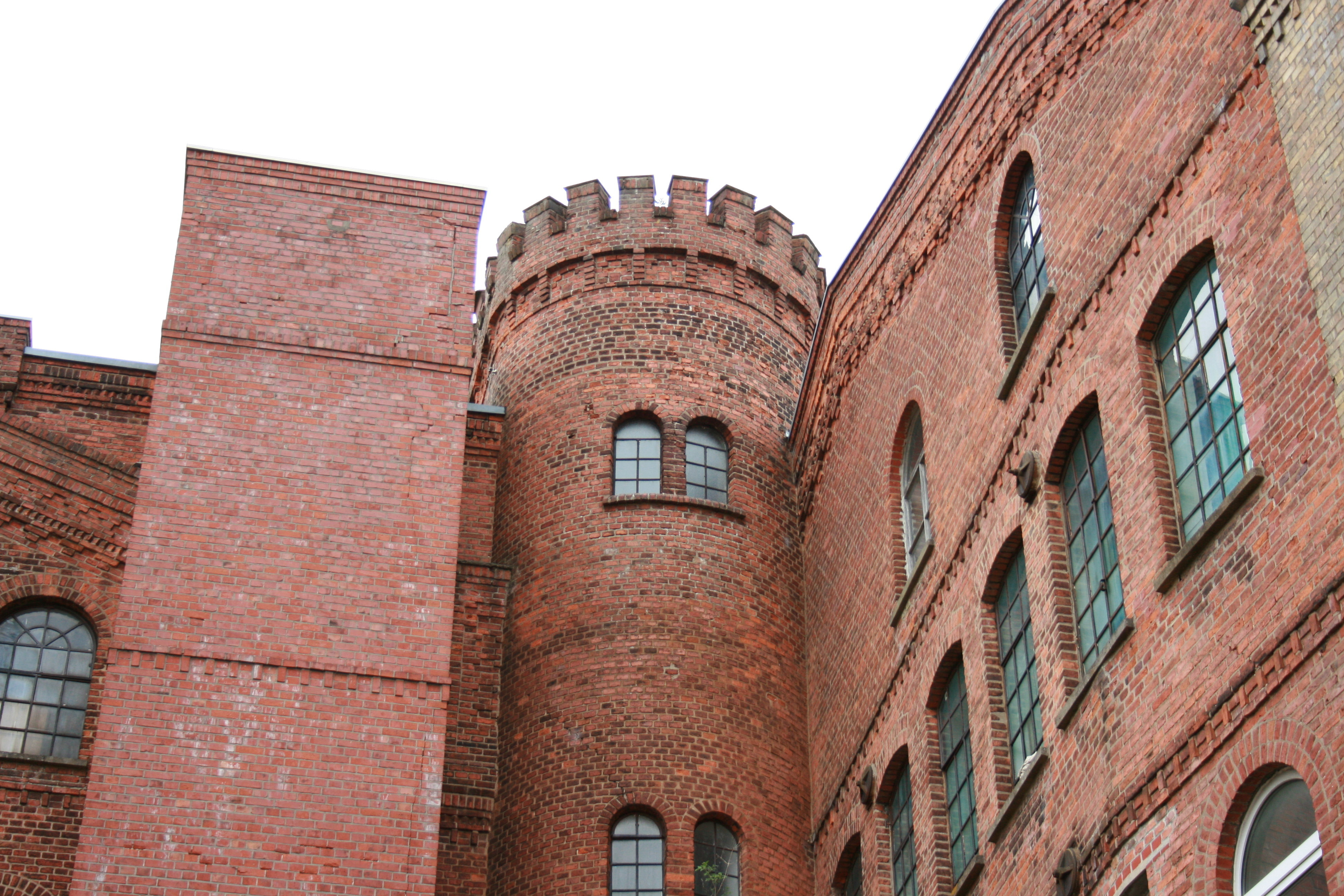
Soltauer Filzfabrik

In den Jahren 1866/67 eröffnete Röders zwei weitere Bettfedernfabriken in Moskau und Prag (letztere mit Zweitniederlassung in Berlin) und eine Fruchtweinfabrik in Soltau im Jahr 1868. Die Bettfedern- und Filzschuhfabrik in Soltau wurde in den 1880er Jahren um die Produktion von Lederschuhen erweitert, die unter dem Namen Soltawa weltweit verkauft wurden. 1886 brannte die Fabrik erneut nieder und wurde ein weiteres Mal noch größer wieder aufgebaut. August Röders wurde 1886 von der Regierung in Hannover der Titel Kommerzienrat verliehen, er verstarb im Jahr 1888.
Nach seinem Tod führten seine fünf Söhne die Fabrikzweige weiter. Noch im gleichen Jahr wurde das Exportgeschäft für China ins Leben gerufen. Daraus folgte die Eröffnung einer Bettfedern-Reinigungsfabrik in Shanghai mit Niederlassungen in Hongkong, Hankou und Guangzhou. Sieben Jahre lang gab es auch eine Niederlassung in Newark in den USA. Gegen Ende des 19. Jahrhunderts hatte das Unternehmen etwa 1.600 Mitarbeiter, davon waren 500 bis 600 in Soltau beschäftigt, das zu diesem Zeitpunkt gerade einmal rund 4.800 Einwohner hatte.

### Schwierige Zeiten nach den Weltkriegen

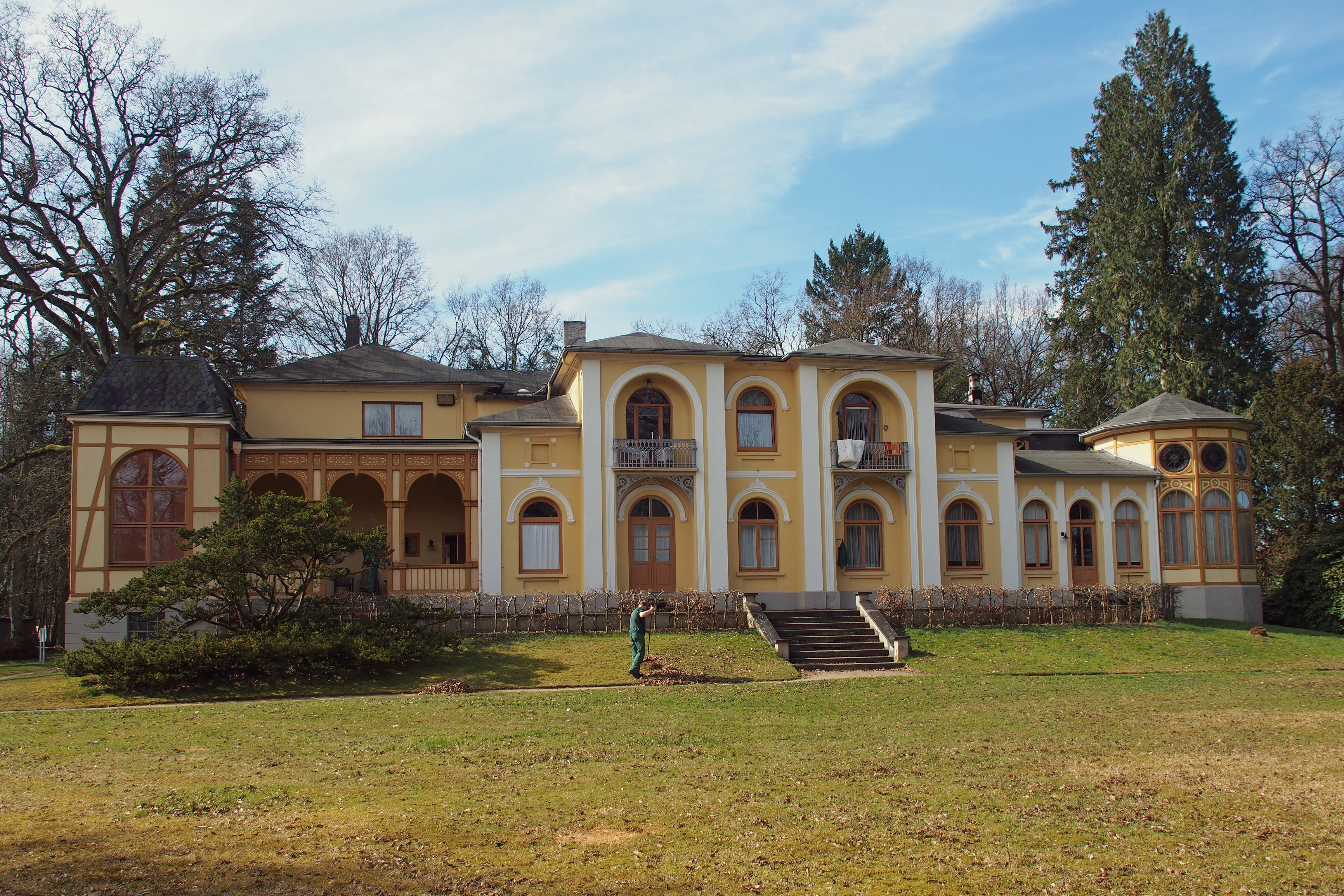
Familienvilla in Breidings Garten

Der Erste Weltkrieg hatte auch für das Unternehmen einige einschneidende Folgen. Die Fabriken in Moskau wurden beschlagnahmt und der Leiter Hans Röders geriet in russische Gefangenschaft. Das investierte Vermögen in Russland und China war verloren. Nach dem Krieg übernahm die nächste Generation – die fünf Enkelsöhne August Röders’ – die Geschäftsführung. Als Zentrale diente die Familienvilla im 1850 von August Röders angelegten Breidings Garten.

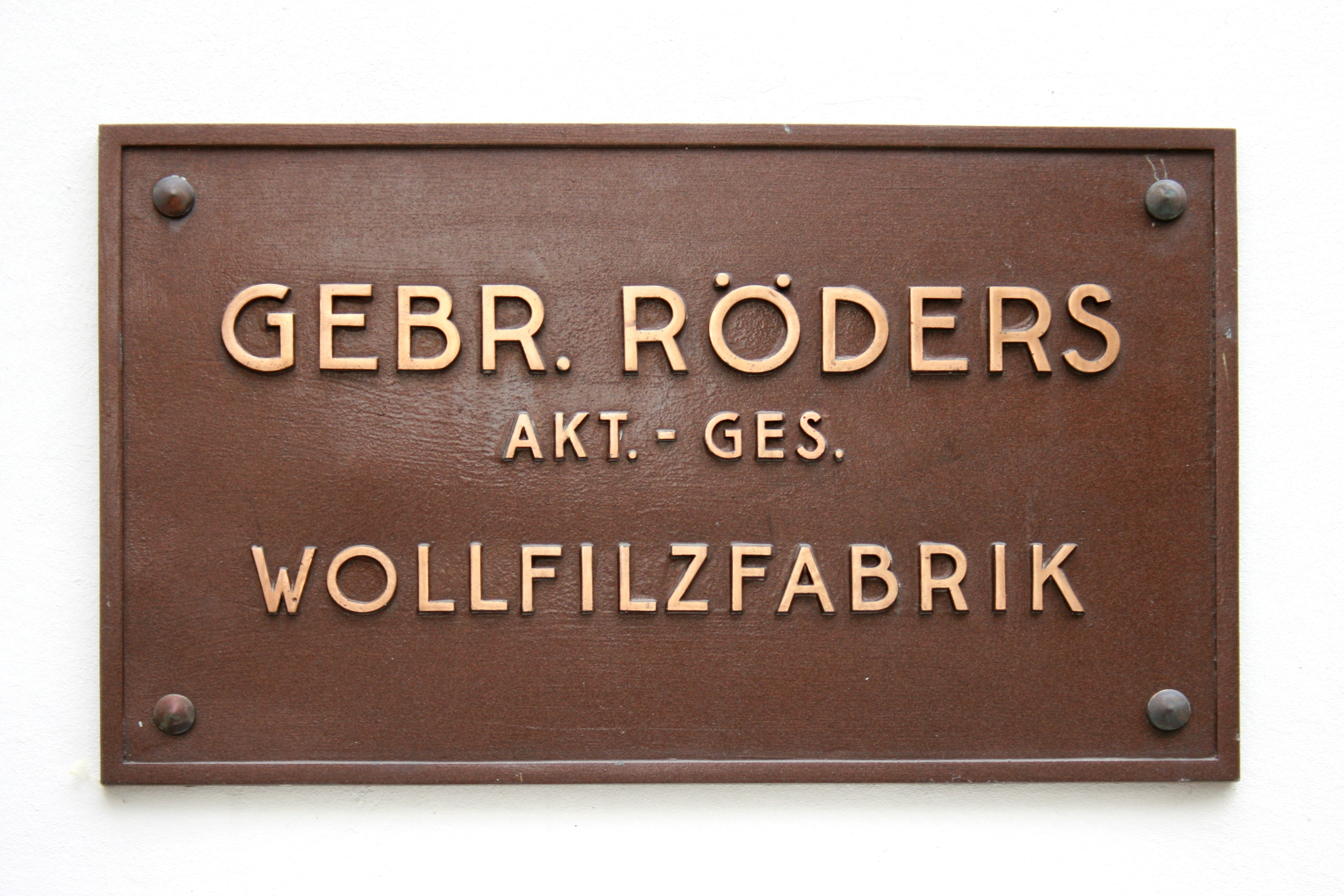
Gebr. Röders AG, 1922 ausgegliederte Filzproduktion von Carl Breiding & Sohn

1922 wurden die Abteilungen Wollfilz und Lederschuhe als eigenständige und noch heute existierende Firma Gebr. Röders Aktiengesellschaft aus dem Unternehmen ausgegliedert. Die Bettfedernfabrik blieb als Offene Handelsgesellschaft bestehen. Insgesamt konnte der Umsatz wieder gesteigert werden. Aufgrund der Marktsituation wurde die Schuhproduktion 1926 eingestellt. Otto Röders sen. gab die Leitung der Prager Niederlassung ab und leitete in der Folge gemeinsam mit seinem Vater die Soltauer Bettfedernfabrik. Die Fabrik in Prag wurde schließlich 1931 aufgrund der wirtschaftlichen Bedingungen in der Tschechoslowakei und der hohen Zölle geschlossen. Stattdessen wurden die Maschinen in einer neueröffneten Fabrik in Pfaffstätten in der Nähe von Wien weitergenutzt. Nach dem Ende der Weltwirtschaftskrise bestand die Firma Carl Breiding & Sohn noch aus den drei Betriebsstätten in Soltau, Berlin und Pfaffstätten und die Absätze im Ausland stiegen wieder an.
Im Dritten Reich und während des Zweiten Weltkrieges wurde das Geschäft durch Importvorschriften und Preiskontrolle erschwert. Da Otto Röders sen. und später Otto Röders jun. in der Reichsstelle für Waren mitwirkten, konnten größere Nachteile für die Firma verhindert werden.
Nach dem Krieg übernahm Carl Breiding & Sohn in Soltau für ein paar Jahre einen Teil der Produktion der zerstörten Fabrik Werner & Ehlers aus Hannover. Die Weiterführung des Betriebes in Berlin wurde aufgrund der deutschen Teilung unmöglich, die ostdeutsche Regierung enteignete später das Gelände und riss das Fabrikgebäude ab. Die österreichische Niederlassung wurde ebenfalls enteignet und zunächst als russischer Betrieb geführt, später kam sie in österreichischen Staatsbesitz. 1954 gelang es der Familie Röders, das Werk wieder in Familienbesitz zu bringen. Nach Anlaufschwierigkeiten konnte die Arbeit in Soltau auch nach dem Krieg fortgeführt werden. 1959 kaufte man die Bettfedernfabrik Bavaria aus München, 1970 kam die Bettfedernfabrik Pumplün aus Wuppertal hinzu. Mit diesen Zukäufen und weiteren erheblichen Investitionen konnte eine führende Rolle in der deutschen Bettfedernindustrie erreicht werden.

### Finanzieller Niedergang
1975 trat erstmals ein nicht-familieninterner Komplementär in die Firma ein, er modernisierte die Federnbearbeitung und die Verwaltung und baute auch den weltweiten Vertrieb weiter aus, so dass das Unternehmen in den 1980er Jahren weiterhin führend in seinem Wirtschaftsbereich war.
In den Jahrzehnten nach der Wiedervereinigung erwarb man eine Bettfedernfabrik in Güstrow, die Firma Neitex aus Görlitz, eine Fertigungsstätte für synthetische Bettwaren in Polen und die Yeti GmbH aus dem brandenburgischen Borgsdorf, die Daunenschlafsäcke und Outdoorprodukte herstellte. Damit wollte Carl Breiding & Sohn neue Märkte erschließen, auch mit dem Modekonzern Esprit gab es eine Kooperation. 
Diese Pläne gingen jedoch nicht auf. Auch aufgrund der gesunkenen Kapitalkraft des Unternehmens kam es zu finanziellen Problemen, die im Februar 2005 in die Insolvenz mündeten. Zu diesem Zeitpunkt produzierte das Unternehmen rund 500.000 Kissen und Bettdecken pro Jahr und hatte noch etwa 150 Mitarbeiter. 2006 wurde der Soltauer Betrieb an die Firma KBT Bettwaren aus dem westfälischen Everswinkel verkauft, die Produktion in der Soltauer Fabrik lief zunächst weiter.
Am 12. Juni 2007 wurde der Produktionsbereich mit den verbliebenen 55 Mitarbeitern umbenannt in Heide Bettwaren GmbH, der Sitz wurde nach Langenberg verlegt. Im April 2008 wurde auch für dieses Nachfolgeunternehmen ein Insolvenzverfahren eröffnet, im Oktober 2012 wurde die Firma aus dem Handelsregister gelöscht. Der Vertriebsbereich wurde bereits 2006 aus dem Unternehmen ausgegliedert und firmiert seitdem als Breiding Vertriebsgesellschaft mbH. Der Sitz dieser Gesellschaft wurde 2011 nach Anklam verlegt und beendete somit die 175-jährige Geschichte der Firma Breiding in Soltau.